# 로비 케이
로비 케이(Robbie Kay, 1995년 9월 13일 ~ )는 잉글랜드의 배우이다.

## 출연 작품
- 블러드 페스트 - 댁스 역(주연)
- Once upon a time- 피터팬 역
- 노 포스티지 네서세리- 스탠리 역(주연)
- 2차 세계대전 타임트랙- 윌리엄 역(주연)
- 콜드 문- 벤 레드필드 역(주연)
- 캐리비안의 해적:낯선 조류- 선실 사환 역(출연)
- 메이드 인 다겐함- 그라햄 역(출연)
- 열두살 샘- 샘 역(주연)
- 킬러들의 도시-어린 해리 역(출연)
- 피노키오- 피노키오 역(주연)
- 퓨저티브 피스- 어린 제이콥 역(출연)